# Dopozhang (sockenhuvudort i Kina, Tibet Autonomous Region, lat 29,32, long 91,68)
Dopozhang (kinesiska: Duopozhang, 多颇章, Sangdong, 桑东, 多颇章乡) är en sockenhuvudort i Kina. Den ligger i den autonoma regionen Tibet, i den sydvästra delen av landet, omkring 65 kilometer sydost om regionhuvudstaden Lhasa. Antalet invånare är 1 725. Befolkningen består av 882 kvinnor och 843 män. Barn under 15 år utgör 19,0 %, vuxna 15-64 år 73 %, och äldre över 65 år 7,0 %.
Runt Dopozhang är det ganska glesbefolkat, med 29 invånare per kvadratkilometer. Närmaste större samhälle är Changzhug, 16,1 km sydost om Dopozhang. Trakten runt Dopozhang består i huvudsak av gräsmarker.
Genomsnittlig årsnederbörd är 735 millimeter. Den regnigaste månaden är juli, med i genomsnitt 218 mm nederbörd, och den torraste är februari, med 2 mm nederbörd.